# Guillaume-Charles Roucaud
Guillaume-Charles Roucaud, francoski general, * 1883, † 1944.